# Letní stadion na Zadních Vinohradech
Letní stadion na Zadních Vinohradech – stadion piłkarski w Chomutovie, w Czechach. Został otwarty 12 lipca 2012 roku. Może pomieścić 4800 widzów. Swoje spotkania rozgrywają na nim piłkarze klubu FC Chomutov.
Budowa stadionu rozpoczęła się w 2010 roku, a jego otwarcie miało miejsce 12 lipca 2012 roku. Na inaugurację gospodarze przegrali ze Spartą Praga 0:1. Przed przeprowadzką na nowy obiekt piłkarze FC Chomutov występowali na starym letním stadionie. 17 maja 2013 roku na stadionie odbył się finał Pucharu Czech (FK Baumit Jablonec – FK Mladá Boleslav 2:2, k. 5:4).